# Labdarúgás az 1928. évi nyári olimpiai játékokon
Az 1928. évi nyári olimpiai játékokon a labdarúgótornát május 27. és június 13. között rendezték. Az összes mérkőzésnek az amszterdami Olimpiai stadion adott otthont.
A legtöbb országban már bevezették a labdarúgásban a professzionizmust. Ezért nem vett részt az utolsó világbajnokság jellegű labdarúgó tornán Magyarország, Ausztria, Csehszlovákia, de távol maradt még több európai ország, így Svédország, Nagy-Britannia és Dánia is. A tornát a tengeren túli országok mentették meg, mert most Uruguayon, Egyiptomon és az Egyesült Államokon kívül elküldte csapatát Argentína, Chile és Mexikó is. Európát Olaszországon és Spanyolországon kívül csak az akkori második és harmadik vonal képviselte.
A hollandok a két dél-amerikai élcsapatot különválasztották és erőviszony szerint melléjük sorsolták a többi csapatot.
A döntőt kétszer játszották – a versenykiírás szerint döntetlen esetén pár napon belül újra kellett játszani a mérkőzést. A címvédő Uruguaynak alaposan meg kellett harcolnia kontinentális vetélytársával, Argentínával. Az első mérkőzés nem hozott döntést, 1–1 lett az eredmény. Argentína közelebb állt a győzelemhez, de csatárai nem tudták erőfölényüket gólra váltani. A megismételt döntőn Uruguay 2–1-es győzelmével megvédte olimpiai bajnoki címét. Két évvel később az első labdarúgó-világbajnokság döntőjében újra legyőzték vetélytársukat.
Ismét volt vigaszdíjtorna, amelynek döntőjét a sorsolás szeszélyéből Hollandia nyerte.
Az 1932. évi nyári olimpiai játékok szervezése közben kiderült, hogy a labdarúgást nem fogják felvenni a versenysportágak közé, mivel az Amerikai Egyesült Államokban nem volt népszerű. A FIFA és a Nemzetközi Olimpiai Bizottság az amatőr játékosok státuszát illetően is összekülönbözött. A torna végén a Nemzetközi Olimpiai Bizottság kijelentette: profi játékosok többé nem vehetnek részt az olimpián.

## Éremtáblázat
(Az egyes számoszlopok legmagasabb értéke, vagy értékei vastagítással kiemelve.)
| Az 1928. évi nyári olimpiai játékok éremtáblázata labdarúgásban | Az 1928. évi nyári olimpiai játékok éremtáblázata labdarúgásban | Az 1928. évi nyári olimpiai játékok éremtáblázata labdarúgásban | Az 1928. évi nyári olimpiai játékok éremtáblázata labdarúgásban | Az 1928. évi nyári olimpiai játékok éremtáblázata labdarúgásban | Olimpia  |
| --------------------------------------------------------------- | --------------------------------------------------------------- | --------------------------------------------------------------- | --------------------------------------------------------------- | --------------------------------------------------------------- | -------- |
|                                                                 | Ország                                                          | Arany                                                           | Ezüst                                                           | Bronz                                                           | Összesen |
| 1.                                                              | Uruguay (URU)                                                   | 1                                                               | 0                                                               | 0                                                               | 1        |
|                                                                 |                                                                 |                                                                 |                                                                 |                                                                 |          |
| 2.                                                              | Argentína (ARG)                                                 | 0                                                               | 1                                                               | 0                                                               | 1        |
|                                                                 |                                                                 |                                                                 |                                                                 |                                                                 |          |
| 3.                                                              | Olaszország (ITA)                                               | 0                                                               | 0                                                               | 1                                                               | 1        |
|                                                                 |                                                                 |                                                                 |                                                                 |                                                                 |          |
| Összesen                                                        | Összesen                                                        | 1                                                               | 1                                                               | 1                                                               | 3        |

## Érmesek
| Az 1928. évi nyári olimpiai játékok érmesei férfi labdarúgásban | Az 1928. évi nyári olimpiai játékok érmesei férfi labdarúgásban | Az 1928. évi nyári olimpiai játékok érmesei férfi labdarúgásban | Az 1928. évi nyári olimpiai játékok érmesei férfi labdarúgásban |
| Arany | Ezüst | Bronz |                                                                 |
| Uruguay (URU) | Argentína (ARG) | Olaszország (ITA) |                                                                 |
| --- | --- | --- | --------------------------------------------------------------- |
| José Leandro Andrade Pedro Anselmo Pedro Arispe Juan Arremon Fausto Batignani Venancio Bartibas Rene Borjas Antonio Campolo Héctor Castro Pedro Cea Adhemar Canavesi Lorenzo Fernandez Roberto Figueroa Álvaro Gestido Andrés Mazal Angel Melogno José Nasazzi Pedro Petrone Juan Píriz Héctor Scarone Domingo Tejera Santos Urdinarán Edző: Primo Gianotti | Ludovico Bidoglio Ángel Bossio Saul Calandra Adolfo Carricaberry Roberto Cherro Octavio Diaz Manuel Ferreira Juan Evaristo Enrique Gainzarain S. N. Gomez Alfredo Helman Segundo Medici Luis Monti Pedro Ochoa Rodolfo Orlandini Raimundo Orsi Fernando Paternoster Feliciano Perducca Natalio Perinetti Domingo Tarasconi Luis F. Weihmuller Adolfo B. Zumelzu Edző: José Lago | Adolfo Baloncieri Elvio Banchero Delfo Bellini Fulvio Bernardini Umberto Caligaris Gianpiero Combi Valentino Degani Giovanni Depro Attilio Ferraris Felice Gasperi Pietro Genovesi Antonio Janni Virgilio Levratto Mario Magnozzi Pietro Pastore Silvio Pietroboni Alfredo Pitto Angelo Schiavio Enrico Rivolta Virginio Rosetta Gino Rossetti A. Viviano Edző: Augusto Rangone |                                                                 |

## Játékvezetők
| Európa - Marcel Slawick - Henry Christophe - John Langenus - Willem Eymers - Hans Samuel Boekman - Johannes Mutters - Alfred Birlem - Paul Ruoff - Boronkay Gábor - Gamma Malcher - Giovanni Mauro - Guillermo Comorera - Pedro Escartín Partbírók - Rafael van Praag - Paul Putz - Henri Maeck - Albino Carraro - C. Dani - Guillermo Comorera - H. Vujk - Hans Boekman - J. Th. De Wolf - Maurice Hamus - A. Cheref - Iváncsics Mihály - Georges Balvay - Ernest Fabris - Paul Ruoff - Fritz Spranger - Carl Weingärtner | Afrika - Mohammed Youssof Dél-Amerika - Lorenzo Martinez - Domingo Lombardi Közép-amerikai partbíró - Max Foltynski |

## Eredmények

### Selejtező
| 1928. május 27. 15:00 |

| Portugália                                     | 4–2               | Chile                      |
| ---------------------------------------------- | ----------------- | -------------------------- |
| Vítor Silva 38' Pepe 40' 50' Valdemar Mota 63' | (2–2) Jegyzőkönyv | Saavedra 14' Carbonell 30' |

| Olimpiai Stadion Nézőszám: 2 309 Játékvezető: Mohammed Youssof (egyiptomi) |

### Első forduló
| 1928. május 27. 19:00 |

| Belgium                                       | 5–3               | Luxemburg                              |
| --------------------------------------------- | ----------------- | -------------------------------------- |
| R. Braine 9' 72' Versijp 20' Moeschal 23' 67' | (3–3) Jegyzőkönyv | Schutz 31' Weisgerber 42' Theissen 44' |

| Olimpiai Stadion Nézőszám: 5 834 Játékvezető: Lorenzo Martinez (argentin) |

| 1928. május 28. 14:00 |

| Németország                      | 4–0               | Svájc |
| -------------------------------- | ----------------- | ----- |
| Hofmann 17' 75' 85' Hornauer 42' | (2–0) Jegyzőkönyv |       |

| Olimpiai Stadion Nézőszám: 16 158 Játékvezető: Willem Eymers (holland) |

| 1928. május 28. 19:00 |

| Egyiptom                                                                                | 7–1               | Törökország |
| --------------------------------------------------------------------------------------- | ----------------- | ----------- |
| El-Hassany 20' (11-esből) Riad 27' et-Tets 46' 50' 63' El-Sayed Hooda 53' El-Zobeir 86' | (2–0) Jegyzőkönyv | Refet 71'   |

| Olimpiai Stadion Nézőszám: 2 744 Játékvezető: Marcel Slawick (francia) |

| 1928. május 29. 14:00 |

| Olaszország                                          | 4–3               | Franciaország               |
| ---------------------------------------------------- | ----------------- | --------------------------- |
| Rosetti 19' Levratto 39' Banchero 43' Baloncieri 60' | (3–2) Jegyzőkönyv | Brouzes 15' 17' Dauphin 61' |

| Olimpiai Stadion Nézőszám: 2 509 Játékvezető: Henry Christophe (belga) |

| 1928. május 29. 16:00 |

| Portugália                           | 2–1               | Jugoszlávia |
| ------------------------------------ | ----------------- | ----------- |
| Vítor Silva 25' Augusztuso Silva 90' | (1–1) Jegyzőkönyv | Bonačić 40' |

| Old Stadion (Amsterdam) Nézőszám: 1 226 Játékvezető: Alfred Birlem (német) |

| 1928. május 29. 19:00 |

| Argentína                                                                 | 11–2              | Egyesült Államok       |
| ------------------------------------------------------------------------- | ----------------- | ---------------------- |
| Ferreira 9' 29' Tarasconi 24' 63' 66' 89' Orsi 41' 73' Cherro 47' 49' 57' | (4–0) Jegyzőkönyv | Kuntner 55' Caroll 75' |

| Olimpiai Stadion Nézőszám: 3 848 Játékvezető: Paul Ruoff (svájci) |

| 1928. május 30. 14:00 |

| Spanyolország                                                 | 7–1               | Mexikó      |
| ------------------------------------------------------------- | ----------------- | ----------- |
| Regueiro 13' 27' Yermo 43' 63' 85' Marculeta 66' Mariscal 70' | (3–0) Jegyzőkönyv | Carreño 76' |

| Olimpiai Stadion Nézőszám: 2 344 Játékvezető: Boronkai Gábor (magyar) |

| 1928. május 30. 19:00 |

| Hollandia | 0–2               | Uruguay                   |
| --------- | ----------------- | ------------------------- |
|           | (0–1) Jegyzőkönyv | Scarone 20' Urdinarán 86' |

| Olimpiai Stadion Nézőszám: 27 730 Játékvezető: John Langenus (belga) |

### Negyeddöntők
| 1928. június 1. 19:00 |

| Olaszország    | 1–1               | Spanyolország |
| -------------- | ----------------- | ------------- |
| Baloncieri 63' | (0–1) Jegyzőkönyv | Zaldua 11'    |

| Olimpiai Stadion Nézőszám: 3 388 Játékvezető: Domingo Lombardi (uruguayi) |

Újrajátszás
| 1928. június 4. 14:00 |

| Olaszország                                                                         | 7–1               | Spanyolország |
| ----------------------------------------------------------------------------------- | ----------------- | ------------- |
| Magnozzi 14' Schiavo 15' Baloncieri 18' Bernardini 40' Rivolta 72' Levratto 76' 77' | (4–0) Jegyzőkönyv | Yermo 47'     |

| Olimpiai Stadion Nézőszám: 4 770 Játékvezető: Hans Boekman (holland) |

| 1928. június 2. 16:00 |

| Argentína                                     | 6–3               | Belgium                                 |
| --------------------------------------------- | ----------------- | --------------------------------------- |
| Tarasconi 1' 10' 75' 89' Ferreira 4' Orsi 81' | (3–2) Jegyzőkönyv | R. Braine 24' Vanhalme 28' Moeschal 53' |

| Olimpiai Stadion Nézőszám: 16 399 Játékvezető: Achille Gamma Malcher (olasz) |

| 1928. június 3. 16:00 |

| Uruguay                        | 4–1               | Németország |
| ------------------------------ | ----------------- | ----------- |
| Petrone 35' 39' 84' Castro 63' | (2–0) Jegyzőkönyv | Hofmann 81' |

| Olimpiai Stadion Nézőszám: 25 131 Játékvezető: Mohammed Youssof (egyiptomi) |

| 1928. június 4. 19:00 |

| Egyiptom             | 2–1               | Portugália      |
| -------------------- | ----------------- | --------------- |
| et-Tets 15' Riad 48' | (1–0) Jegyzőkönyv | Vítor Silva 76' |

| Olimpiai Stadion Nézőszám: 3 448 Játékvezető: Giovanni Mauro (olasz) |

### Vígaszág elődöntő
| 1928. június 5. 14:00 |

| Hollandia                    | 3–1               | Belgium       |
| ---------------------------- | ----------------- | ------------- |
| Ghering 4' Smeets 6' Tap 63' | (2–0) Jegyzőkönyv | P. Braine 85' |

| Het Kasteel, Rotterdam Nézőszám: 20 000 Játékvezető: Achille Gamma Malcher (olasz) |

| 1928. június 5. 14:00 |

| Chile                | 3–1               | Mexikó   |
| -------------------- | ----------------- | -------- |
| Subiabre 24' 48' 89' | (1–1) Jegyzőkönyv | Sota 15' |

| Monnikenhuize, Arnhem Nézőszám: 5 000 Játékvezető: Johannes Mutters (holland) |

### Vígaszág döntő
| 1928. június 8. 14:00 |

| Hollandia              | 2–2               | Chile                |
| ---------------------- | ----------------- | -------------------- |
| Ghering 59' Smeets 66' | (0–0) Jegyzőkönyv | Bravo 55' Alfaro 89' |

| Het Kasteel, Rotterdam Nézőszám: 18 000 Játékvezető: Guillermo Comorera (spanyol) |

### Elődöntők
| 1928. június 6. 19:00 |

| Argentína                                         | 6–0               | Egyiptom |
| ------------------------------------------------- | ----------------- | -------- |
| Cherro 10' Ferreira 32' 82' Tarasconi 37' 54' 61' | (3–0) Jegyzőkönyv |          |

| Olimpiai Stadion Nézőszám: 7 887 Játékvezető: Pedro Escartín (spanyol) |

| 1928. június 7. 19:00 |

| Uruguay                         | 3–2         | Olaszország                |
| ------------------------------- | ----------- | -------------------------- |
| Cea 17' Campolo 28' Scarone 31' | Jegyzőkönyv | Baloncieri 9' Levratto 60' |

| Olimpiai Stadion Nézőszám: 15 230 Játékvezető: Willem Eymers (holland) |

### Bronzmérkőzés
| 1928. június 9. 16:00 |

| Olaszország                                                                     | 11–3              | Egyiptom                 |
| ------------------------------------------------------------------------------- | ----------------- | ------------------------ |
| Schiavo 6' 42' 58' Baloncieri 14' 52' Banchero 19' 39' 44' Magnozzi 72' 80' 88' | (6–2) Jegyzőkönyv | Riad 12' 16' El-Ezam 60' |

| Olimpiai Stadion Nézőszám: 6 378 Játékvezető: John Langenus (belga) |

### Döntő
| 1928. június 10. 16:00 |

| Uruguay     | 1–1               | Argentína    |
| ----------- | ----------------- | ------------ |
| Petrone 23' | (1–0) Jegyzőkönyv | Ferreira 50' |

| Olimpiai Stadion Nézőszám: 28 253 Játékvezető: Johannes Mutters (holland) |

Újrajátszás
| 1928. június 13. 19:00 |

| Uruguay                  | 2–1               | Argentína |
| ------------------------ | ----------------- | --------- |
| Figueroa 17' Scarone 73' | (1–1) Jegyzőkönyv | Monti 28' |

| Olimpiai Stadion Nézőszám: 28 113 Játékvezető: Johannes Mutters (holland) |

| Az 1928. évi nyári olimpiai játékok férfi labdarúgótornájának olimpiai bajnoka |
| · URUGUAY · 2. cím                                                             |
| ------------------------------------------------------------------------------ |

## Góllövőlista
11 gól
- Domingo Tarasconi

6 gól
- Adolfo Baloncieri
- Manuel Ferreira

## Végeredmény
| Helyezés | Csapat                 | M | Gy | D | V | G+ | G– | Gk  | P |
| -------- | ---------------------- | - | -- | - | - | -- | -- | --- | - |
| Arany    | Uruguay (URU)          | 5 | 4  | 1 | 0 | 12 | 5  | +7  | 9 |
| Ezüst    | Argentína (ARG)        | 5 | 3  | 1 | 1 | 25 | 8  | +17 | 7 |
| Bronz    | Olaszország (ITA)      | 5 | 3  | 1 | 1 | 25 | 11 | +14 | 7 |
| 4.       | Egyiptom (EGY)         | 4 | 2  | 0 | 2 | 12 | 19 | –7  | 4 |
|          |                        |   |    |   |   |    |    |     |   |
| 5.       | Portugália (POR)       | 3 | 2  | 0 | 1 | 7  | 5  | +2  | 4 |
| 6.       | Spanyolország (ESP)    | 3 | 1  | 1 | 1 | 9  | 9  | 0   | 3 |
| 7.       | Németország (GER)      | 2 | 1  | 0 | 1 | 5  | 4  | +1  | 2 |
| 8.       | Belgium (BEL)          | 3 | 1  | 0 | 2 | 9  | 12 | –3  | 2 |
| 9.       | Hollandia (NED)        | 3 | 1  | 1 | 1 | 5  | 5  | 0   | 3 |
| 10.      | Chile (CHI)            | 3 | 1  | 1 | 1 | 7  | 7  | 0   | 3 |
| 11.      | Franciaország (FRA)    | 1 | 0  | 0 | 1 | 3  | 4  | –1  | 0 |
| 12.      | Luxemburg (LUX)        | 1 | 0  | 0 | 1 | 3  | 5  | –2  | 0 |
| 13.      | Jugoszlávia (YUG)      | 1 | 0  | 0 | 1 | 1  | 2  | –1  | 0 |
| 14.      | Egyesült Államok (USA) | 1 | 0  | 0 | 1 | 2  | 11 | –9  | 0 |
| 15.      | Törökország (TUR)      | 1 | 0  | 0 | 1 | 1  | 7  | –6  | 0 |
| 16.      | Svájc (SUI)            | 1 | 0  | 0 | 1 | 0  | 4  | –4  | 0 |
| 17.      | Mexikó (MEX)           | 2 | 0  | 0 | 2 | 2  | 10 | –8  | 0 |